# Reprezentacja Łotwy w piłce siatkowej mężczyzn
Reprezentacja Łotwy w piłce siatkowej mężczyzn – narodowa reprezentacja tego kraju, reprezentująca go na arenie międzynarodowej. Na razie nie wystąpiła na Mistrzostwach Świata.
Obecnie reprezentacja Łotwy zajmuje 20. miejsce w rankingu CEV.
W latach 2022–2023 trenerem reprezentacji Łotwy był Michał Mieszko Gogol, a asystentem i statystykiem był Adam Tołoczko.

## Rozgrywki międzynarodowe
Mistrzostwa Europy:
- 1995 – 11. miejsce
- 2021 – 16. miejsce

Liga Europejska:
- 2007 – 11. miejsce
- 2019 – 5-7. miejsce
- 2021 – 11. miejsce
- 2022 – 11. miejsce

Srebrna Liga Europejska:
- 2018 –  3. miejsce
- 2023 –  1. miejsce[4]